# Metrodora (arts)
Metrodora (ca. 200-400 GT) was een Griekse arts en auteur van de oudste door een vrouw geschreven medische tekst, over de ziekten en genezingen van vrouwen (Grieks: Περὶ τῶν Γυναικείων παθῶν τῆς μἠτρας). Haar medische scriptie bestrijkt vele gebieden van de geneeskunde, waaronder gynaecologie. Vele andere medische schrijvers in het oude Griekenland en Rome verwezen naar haar werk. Het werd ook vertaald en gepubliceerd in het middeleeuwse Europa. Er is niet veel bekend over Metrodora behalve haar naam. Er waren meerdere vrouwelijke artsen in de klassieke oudheid, maar Metrodora wordt algemeen beschouwd als de eerste vrouwelijke medische schrijver.   